# Jaroslav Piskáček
Jaroslav Piskáček (1. ledna 1929, Švihov u Klatov - 29. ledna 1991, Praha) byl český nakladatelský redaktor a překladatel z ruštiny.

## Život
Po studiu ruštiny na Filozofické fakultě Univerzity Karlovy (dosáhl titulu PhDr) pracoval jako redaktor v nakladatelství Naše vojsko. V 80. letech byl zaměstnán ve Filmovém studiu Barrandov jako překladatel scénářů. Ve svobodném povolání překládal ruskou prózu. Byl manželem překladatelky Hany Vrbové. Jeho syn Jaroslav Piskáček mladší překládá z angličtiny a ruštiny.

## Nejvýznamnější překlady
- Jurij Vasiljevič Bondarev: Poslední salvy (1961).
- Jurij Vasiljevič Bondarev: Mládí velitelů (1963).
- Jurij Vasiljevič Bondarev: Hořící sníh (1971).
- Jurij Vasiljevič Bondarev: Příbuzní (1971).
- Jurij Vasiljevič Bondarev: Břeh (1977).
- Jurij Vasiljevič Bondarev: Ještě neumlkla děla (1977).
- Jurij Vasiljevič Bondarev: Volba (1983).
- Jurij Vasiljevič Bondarev: Hra (1987).
- Alexandr Ivanovič Gercen: Drobné prózy. Kdo je vinen? (1953).
- S. Jaroslavcev: Výprava do pekel (1988).
- Emmanuil Genrichovič Kazakevič: Hvězda 1985).
- Alexandr Petrovič Kazancev: Zánik Faeny (1987).
- Anton Semjonovič Makarenko: Začínáme žít (1973).
- Anatolij Markovič Markuša: Zkušební letec (1980).
- Povídky z vesmíru (1961), výbor sovětských sci-fi povídek.
- Druhé povídky z vesmíru (1962), další výbor sovětských sci-fi povídek.
- Třetí povídky z vesmíru (1963), třetí výbor sovětských sci-fi povídek.
- Riziko nesmrtelnosti (1985), výbor sovětských sci-fi povídek.
- Vesmírní detektivové (1984), výbor sovětských sci-fi povídek.
- Fjodor Sologub: Posedlý (1970).
- Arkadij a Boris Strugačtí: Planeta nachových mračen (1962).
- Arkadij a Boris Strugačtí: Ničivá vlna (1965).
- Arkadij a Boris Strugačtí: Tachmasib letí k Saturnu (1965).
- Arkadij a Boris Strugačtí: Hotel U mrtvého alpinisty (1972).
- Arkadij a Boris Strugačtí: Je těžké být bohem (1973).
- Arkadij a Boris Strugačtí: Brouk v mraveništi (1982).
- Arkadij a Boris Strugačtí: Pondělí začíná v sobotu (1984).
- Fjodor Ivanovič Šaljapin: Stránky z mého života (1958).
- Vesmírní detektivové (1984), výbor sovětských sci-fi povídek.